# کبودگنبد (سلطانیه)
کبودگنبد، روستایی از توابع بخش مرکزی شهرستان سلطانیه در استان زنجان ایران است. این روستا در دهستان سلطانیه قرار دارد. ارتفاع روستای کبود گنبد از سطح دریا ۱۸۸۹متر است.

## جمعیت
این روستا در شهرستان سلطانیه قرار دارد و براساس سرشماری مرکز آمار ایران در سال ۱۳۸۵، جمعیت آن ۳۸۵ نفر (۸۵خانوار) بوده‌است.